# Популяризм
Популяри́зм (от итал. popolarismo; итал. popolarе — народный) — политическая идеология, которая стремится к согласованности действий и взаимной заботе в отношениях между всеми частями общества. Согласно популяризму, достижение этой гармонии требует, чтобы проводимая политика охватывала интересы всех членов общества. Такой подход противопоставляется политике в интересах отдельных классов и индивидуализму. В то же время он делает упор на демократии в противовес крайнему государственному национализму и фашизму.
Первоначальным автором концепции был дон Луиджи Стурцо. Термин долгое время считался синонимом христианской демократии, поскольку происходит от названия Итальянской народной партии «Пополяри» (итал. Partito Popolare Italiano), которая рассматривала популяризм как основу своей доктрины. С тех пор многие христианско-демократические партии называют себя «народными».
Распространённым следствием приверженности популяризму является центризм и умеренный консерватизм. Критики концепции часто обвиняют её сторонников в оппортунизме.